# Rhytiphora albospilota
Rhytiphora albospilota är en skalbaggsart som beskrevs av Aurivillius 1893. Rhytiphora albospilota ingår i släktet Rhytiphora och familjen långhorningar. Inga underarter finns listade i Catalogue of Life.